# Pobresa i exclusió social a la Unió Europea
La Unió Europea proclamà l'any 2010 "Any europeu de lluita contra la pobresa i l'exclusió social". Segons la mateixa UE, la raó d'aquesta proclamació és simple: ja abans de la recent crisi uns 80 milions de ciutadans de la Unió, equivalents al 17% de la seva població, eren pobres en el sentit absolut del terme, és a dir, "manquen dels recursos necessaris per cobrir les seves necessitats bàsiques". D'altra banda, tot i que l'exclusió social és un concepte molt més difícil de precisar estadísticament a través de la Unió, es detecten percentatges significatius de la seva població privats dels recursos i les capacitats bàsiques (participació laboral, educació, accés a les tecnologies de la informació, sistemes de salut i de protecció social eficaços, seguretat ciutadana, etc.) que fan possible una participació satisfactòria en la vida social, econòmica, política i cultural de les seves respectives societats. Aquests obstacles a la participació i a la integració social es poden presentar, a més, de manera acumulativa, arribant a situacions greus d'exclusió que simplement pel fet d'existir representen una amenaça per la cohesió social de les nacions que formen la UE.
Tant la pobresa com l'exclusió afecten diversos sectors de la població de la Unió de manera molt desigual. Factors com l'edat, el gènere, la situació familiar, l'estatus legal o la pertinença a determinats grups ètnicoculturals tenen una gran importància en aquest sentit. Entre els sectors que han patit situacions de pobresa i exclusió de manera desproporcionada hi ha grups significatius d'immigrants, en particular extracomunitaris. Les situacions de pobresa i exclusió varien molt d'un país a l'altre, però estan presents tant en els antics (UE-15) com en els nous estats membres de la Unió. Es tracta d'un fet d'una notable persistència, car l'existència d'importants butxaques de pobresa i exclusió no és nova i ha preocupat els dirigents de la Unió des del llançament, el 1975, del primer programa comunitari de lluita contra la pobresa, conegut com a "Pobresa 1". En aquell temps, uns 30 milions de ciutadans de la Unió vivien en una situació de pobresa relativa, és a dir, tenien ingressos inferiors al 50% de l'ingrés mitjà del seu respectiu país. Això motivà les primeres accions comunitàries que des d'aleshores s'han multiplicat, tal com ho han fet les crides als Estats membres a emprendre accions enèrgiques en els àmbits de la pobresa i l'exclusió. Tanmateix, la pobresa no ha deixat d'afligir la Unió i a mitjans de la dècada del 1990 la xifra de pobres, utilitzant el mateix criteri anterior per mesurar-la, arribava als 55 milions. Aquesta persistència de la pobresa i l'exclusió social dugué a noves accions comunitàries en aquests àmbits. Així, per exemple, els Consells Europeus de Lisboa i Niça, celebrats al març i desembre del 2000, es plantejaren la lluita contra la pobresa i l'exclusió com a objectiu fonamental del decenni venidor i fins i tot auguraren la fi de la pobresa abans del 2010. Malgrat això, tant la pobresa com l'exclusió social no només han perdurat, sinó que a molts països de la UE han adoptat (en combinar-se amb l'exclusió d'importants grups d'immigrants i els seus descendents) formes cada vegada més complexes i amenaçadores, tal com es pogué constatar en els avalots que sacsejaren França a finals del 2005.